# Aeschynanthus philippinensis
Aeschynanthus philippinensis är en tvåhjärtbladig växtart som beskrevs av Charles Baron Clarke. Aeschynanthus philippinensis ingår i släktet Aeschynanthus och familjen Gesneriaceae. Inga underarter finns listade i Catalogue of Life.